# Federația Română de Fotbal
Die Federația Română de Fotbal (FRF) ist der rumänische Fußballverband.
Der Fußballverband Rumäniens wurde bereits 1909 gegründet, doch trat man erst 1923 der FIFA bei und war 1954 Gründungsmitglied der UEFA. Die Rumänische Fußballnationalmannschaft nahm bereits an den ersten drei Weltmeisterschaften (1930, 1934 und 1938) teil.
Der Verband kümmert sich um die Organisation der unteren rumänischen Fußball-Ligen, u. a. der Liga II und Liga III. Des Weiteren organisiert der Verband die Frauen-Nationalmannschaft, alle Jugendnationalmannschaften (U17, U19, U21) sowie die Rumänische Fußballnationalmannschaft.
Am 5. März 2014 löste der 29-jährige Răzvan Burleanu den bisherigen Präsidenten Mircea Sandu an der Verbandsspitze ab.

## UEFA-Fünfjahreswertung
Platzierung in der UEFA-Fünfjahreswertung:
(in Klammern die Vorjahresplatzierung). Die Kürzel CL, EL und CO hinter den Länderkoeffizienten geben die Anzahl der Vertreter in der Saison 2025/26 der Champions League, der Europa League sowie der Conference League an.
- 24.  (25)  Ungarn (Liga, Pokal) – Koeffizient: 21.875 – CL: 1, EL: 1, CO: 2
- 25.  (23)  Schweden (Liga, Pokal) – Koeffizient: 21.500 – CL: 1, EL: 1, CO: 2
- 26.  (26)  Rumänien (Liga, Pokal) – Koeffizient: 21.375 – CL: 1, EL: 1, CO: 2
- 27.  (27)  Bulgarien (Liga, Pokal) – Koeffizient: 20.375 – CL: 1, EL: 1, CO: 2
- 28.  (29)  Aserbaidschan (Liga, Pokal) – Koeffizient: 20.125 – CL: 1, EL: 1, CO: 2

Stand: Ende der Europapokalsaison 2023/24